# Bucculatrix tanymorpha
Bucculatrix tanymorpha är en fjärilsart som beskrevs av Edward Meyrick 1915. Bucculatrix tanymorpha ingår i släktet Bucculatrix och familjen kronmalar. Inga underarter finns listade i Catalogue of Life.